# Amphilius atesuensis
Amphilius atesuensis е вид лъчеперка от семейство Amphiliidae. Видът е незастрашен от изчезване.

## Разпространение
Разпространен е в Буркина Фасо, Гана, Гвинея, Кот д'Ивоар, Либерия, Мали, Сиера Леоне и Того.

## Описание
На дължина достигат до 9,3 cm.